# 친소파
친소파(영어: pro-Soviet) 또는 친소련파(親蘇聯派)는 소련의 관계를 특별히 중시하는 외교 정책을 의미한다. 소련이 존재했었던 시기에는 친러파와 동의어로 보기도 했다.

## 친러파와의 차이
유럽의 반공주의적 극우 국수주의자들의 경우 소련에 대해서는 강한 적대감을 보여왔으나, 블라디미르 푸틴 집권 이후 러시아에 대해서는 다소 긍정적으로 평가하는 경향이 있다. 특히 유럽의 네오 파시즘 정당인 '유럽민족국가 연합'(AENM)이나 유럽의 수많은 우파 포퓰리즘 성향의 정당들 중 일부는 강한 국민주의와 반공주의, 친러적 성격을 동시에 보이고 있다.
유럽을 포함한 각국의 극좌파들의 경우 (아나키스트 등 일부를 제외하면) 서방에 대해 다소 부정적 성향과 전통적인 친소 성향 때문에 친러적 성향을 보이는 경우도 적지 않으나 현 러시아 연방 공화국의 보수적이고 패권주의적인 성향 때문에 소련 시절의 러시아는 긍정하면서도 현재의 러시아는 외려 부정적으로 바라보는 경우도 적지 않다.